# Clinostigma exorrhizum
Espèce
Synonymes
- Clinostigma seemannii Becc.[1]
- Clinostigma thurstonii Becc.[1]
- Clinostigmopsis thurstonii (Becc.) Becc.[1]
- Exorrhiza smithii Burret[1]
- Exorrhiza thurstonii (Becc.) Burret[1]
- Exorrhiza wendlandiana Becc.[1]
- Kentia exorrhiza H.Wendl.[1]

Statut de conservation UICN

 LC  : Préoccupation mineure
Clinostigma exorrhizum est une espèce de plantes de la famille des Arecaceae.